# معتل (مسلسل وثائقي)
مُعتلّ (مسلسل وثائقي) "مُعتلّ أو Un)well) بالإنجليزية" هو مسلسل وثائقي أمريكي حول الطب البديل تم إنتاجه بواسطة شركة  Left/Right Productions وعرض لأول مرة على Netflix  في ١٢ أغسطس ٢٠٢٠.  يُشير النقّاد إلى أنّ حلقات المسلسل تعطي أولوية للتوصيات المندفعة عوضًا عن نصائح الخبراء وبذلك ترسم صورة إيجابية عن العلاجات التي غالبًا ما تكون غير فعالة أو حتى خطيرة.

## خلاصة
يطرح المسلسل تساؤلات عن فعالية وسلامة ست علاجات مقدمة من قبل مجتمع الطب البديل من خلال مقابلات مع الممارسين الصحيين والمستهلكين والخبراء. يحق للمشاهدون تكوين رأيهم الخاص تجاه المعلومات المقدمة، حيث أن المسلسل يتم عرضه دون راوٍ.
| رقم الحلقة | عنوان الحلقة | إخراج | تاريخ الإصدار |
| ---------- | --- | ----- | ------------- |
| ١          | "الزيوت العطرية" هل تعتبر الزيوت العطرية علاجًا حقًا أم أنها مجرد مخطط تسويقي متعدد المستويات بمليارات الدولارات ؟ | مجهول | 12 أغسطس 2020 |
| ٢          | "ممارسة التانترا" هل يمكن أن تصل ممارسة التانترا إلى مستوى التوقعات رغم احتمالية إساءة التطبيق؟                  | مجهول | 12 أغسطس 2020 |
| ٣          | "بناء الجسم من خلال استهلاك حليب الثدي" أخلاقيات وسلامة استخدام حليب الثدي لبناء الأجسام.                        | مجهول | 12 أغسطس 2020 |
| ٤          | "الصوم" مخاطر الصوم كطريقة لخسارة الوزن.                                                                         | مجهول | 12 أغسطس 2020 |
| ٥          | "آياهواسكا" استخدام المادة الشامانية المهلوسة كعلاج.                                                             | مجهول | 12 أغسطس 2020 |
| ٦          | "العلاج عن طريق لسعات النحل" الاعتبارات العلاجية لسم النحل.                                                      | مجهول | 12 أغسطس 2020 |

## آراء النقاد
يُشيد النقاد بهذه السلسلة لكشفها عن أسوء استخدامات الطب البديل. مع ذلك، فإن العمل يقدم وجهات النظر المتعارضة على أنها متوازنة دون الاستناد على الأدلة؛ حيث تعتمد نصائح الخبراء على شهادات مسهبة في الطول من قبل مستخدمي الطب البديل وعملائهم.
يشير بريان لوري في قناة CNN إلى أن المقابلات مع العلماء والصحفيين المعروضة خلال الحلقات التي تقوم بدورها بشرح كيف يتم التلاعب بالأشخاص من خلال أولئك الذين يسعون لبيع العلاجات، تنبع من الاعتقادات عضوًا عن الاستناد على الحقائق العلمية. ويسهب بقوله: "إن في بحث الأشخاص عن الحلول السريعة إشارة إلى سوء نظام الرعاية الصحية". يقوم لوري أيضًا باقتباس تحذير ستيفن نوفيلا من أن وعود مجتمع الطب البديل ليست إلا آمال واهية.
تظهر هارييت هال الكاتبة في Science-Based Medicine عدم استحسانها للسلسلة, إذ أنها تعتقد بأن المسلسل فشل في محاولته لعرض وجهات نظر متعددة تجاه المواضيع التي تمت مناقشتها. تقول هال: " إن فريق عمل المسلسل يبدو وكأنهم يؤمنون بأن الشهادات والإشاعات تعتبر دليل جيد وذات مصداقية كما وأنها دراسات علمية أو حتى أكثر.". عبرت هال عن قلقها بأن المشاهدين الذين تغريهم الشهادات المعدة ببراعة، سيتشجعون لتجربة العلاجات المقترحة، رغم أنها قد تكون غير فعالة أو حتى خطيرة.
يقول جوناثان جيري من Office for Science and Society بأن المسلسل "يعاين العلاجات ولا يقوم بإطلاق الأحكام مطلقًا" وهذا النهج المحايد يوقعه في خطأ تقديم وجهات النظر المتعارضة على أنها متوازنة دون الاستناد على الأدلة. ويسهب جيري بقول أن نصائح الخبراء المقدمة طيلة الحلقات تستند بشكل كبير على روايات المرضى المتحمسين. أيضًا، يقوم المسلسل باستضافة أشخاص تضرروا بشدة من العلاجات العلمية الزائفة، ولكنهم دائمًا ما يرجعون إلى ممارس صحي يظهر بأنه يستخدم نهجًا أكثر اعتدالاً. في الختام، المسلسل بالنسبة لجيري "يحذر من التطرف في عملية التطلع لصحة أفضل ولكنه يقدم العديد من الادعاءات العلمية الزائفة دون أن يتم التأكد من صحتها، فهو في نهاية الأمر يؤيد تقريبًا العديد من الممارسات التي يهدف إلى إدانتها.".
عبرت المحررة لورا برادلي في صحيفة The Daily Best عن قلقها تجاه المسلسل إذ أنه من الرغم من الاستناد على مقابلات مع خبراء حقيقين، إلا أن العمل يخاطر بالترويج لمنظِّري المؤامرة والمعلّمين الصحيّين الذين تم تقديمهم في العمل. تقول لورا: "بالرغم من أن العمل يريد أن يقوم بدور الدليل المنصف إلى عالم للطب البديل الغريب، إلا أن إصرار العمل على ترك كل طرف يتحدث دون الكشف عن جميع المصادر والأسرار، يوفر منصة للخداع والآمال الواهية. تكمل لورا بقول: " أثناء قيام المسلسل بتحديد المشكلات مع بعض الشركات بشكل واضح، تتعرض شركة Young Living للنقد اللاذع بينما لا يتم انتقاد بعض الشركات الأخرى. تعتقد برادلي أيضًا أن المادة المقدمة سيكون من الأفضل عرضها على شكل حلقات مكونة من ٣٠ دقيقة عوضًا عن ٥٠ دقيقة.
أعطت سارة جوان روس الكاتبة في Culture Whisper المسلسل تقييم ثلاث نجوم. تقول روس: يقوم المسلسل بالكشف عن الجانب المظلم لمجتمع الطب البديل بفعالية، ولكن التحليل العلمي غير مستوفي. تكمل روس بقولها: "شهادات العملاء المجربين للعلاجات المختلفة يعطي حيوية للحلقات ولكنهم لا يتمتعون بحس الدعابة ولا يملكون القيمة الإنتاجية العالية مثل سلسلة The Good Lap.".